# FC Teutonia München
Der Fußball-Club Teutonia (ohne Ortsbezeichnung im Namen) ist ein reiner Fußballverein, ursprünglich aus dem Münchner Stadtteil Schwabing stammend. Seit 1955 ist der Verein im Olympiapark Süd im Stadtbezirk 9 Neuhausen-Nymphenburg angesiedelt.

## Geschichte
Gegründet 1905 als Fußballclub Union, errang der Verein in den Jahren zwischen den Weltkriegen, in denen man neun Spielzeiten in den damals höchsten Ligen antrat, seine größten Erfolge. 1933 fusionierte Teutonia mit dem Deutschen Sport-Verein zum 1. FC München; diesem Zusammenschluss war jedoch kein großer Erfolg beschieden, so dass er bereits 1936 wieder gelöst wurde. Am 15. Oktober 1937 nahm der Verein dann wieder den heutigen Namen an. Nach dem Krieg versank Teutonia allmählich in den niederen Klassen des BFV und spielt heute auf der 9. Ebene in der Kreisklasse.

## Sportplätze
Der erste für Fußball genutzte Platz des Vereins lag an der Ecke Georgen-/Hiltensperger Straße.
Der Sportplatz des Vereins auf dem Oberwiesenfeld an der Ecke Lerchenauer Straße/Nymphenburg-Biedersteiner Kanal/Winzererstraße, mit einer offiziellen Zuschauerkapazität von 12.000 Zuschauern, wurde am 17. April 1921 bei starkem Schneetreiben mit der Partie FC Teutonia – VFR Frankfurt (6:2) offiziell der Bestimmung übergeben. Der Sportplatz, den von 1923 bis 1925 auch der FC Bayern München mitgenutzt hatte, musste 1936 aufgegeben werden, weil das Oberwiesenfeld wieder verstärkt für militärische Zwecke genutzt wurde. Von 1936 bis 1945 durfte ein Sportplatz beim Flugplatz Oberwiesenfeld genutzt werden.
Nach 1945 wurde erst ein Sportplatz an der Belgradstraße und ab 1950 ein Sportplatz an der Dachauer Straße genutzt.
Ab 1955 zog der Verein in das 1951 vom Bundes Bayerischer Motorsportler (BBM) eröffnete bis 1970 für Speedway- und Sandbahnrennen genutzte Stadion auf dem Oberwiesenfeld im heutigen Olympiapark Süd um, in welchen heute die Vereinssportplätze liegen.

## Bekannte Spieler
- Georg Schneider (bis 1910 als Jugendlicher)